# 간섭주의
간섭주의(干涉主義, Interventionism)는 고립주의(Isolationism)와 대립되는 개념으로, 자국의 이익을 위해 혹은 국제질서를 위해 다른 나라에 경제 혹은 군사적으로 개입하는 행위를 일컫는다.

## 같이 보기
- 내정 불간섭의 원칙(국내문제불간섭원칙)